# Сарчиево
Сарчиево, още Серчиево или Сърчиево (на македонска литературна норма: Сарчиево, Срчиево), е село в Община Щип, Северна Македония.

## География
Сарчиево е разположено на 9 километра северозападно от общинския център град Щип, в южното подножие на планината Манговица.

## История
В XIX век Сарчиево е малко българско село в Щипска кааза на Османската империя. Според статистиката на Васил Кънчов („Македония. Етнография и статистика“) от 1900 година Серчиево има 90 жители, всички българи християни.
Цялото население на селото е под върховенството на Българската екзархия. По данни на секретаря на екзархията Димитър Мишев („La Macédoine et sa Population Chrétienne“) в 1905 година в Сердичево (Serditchevo) има 112 българи екзархисти.
В 1910 година селото пострадва по време на обезоръжителната акция. 8 души от селото са арестувани и измъчвани.
При избухването на Балканската война в 1912 година един човек от Сарчиево е доброволец в Македоно-одринското опълчение. През втората половина на октомври 1912 година османската войска масово взима за заложници мъжете от селото. През войната Сарчиево е окупирано от сръбски части и след Междусъюзническата война в 1913 година селото остава в Сърбия.
По време на българското управление на Вардарска Македония през Първата световна война Серчиево е част от Горнобалванска община в Щипска околия на Щипски окръг и има 137 жители.
Църквата „Света Петка“ е изградена в 1973 година. В 2003 година е разрушена и е започнато изграждането на нова.

## Личности
Родени в Сарчиево
- Георги Василков (1887 – ?), македоно-одрински опълченец, Кюстендилската дружина[8]

Починали в Сарчиево
- Йордан Иванов (1886 – 1911), български революционер